# David Cutler Braddock
Pour les articles homonymes, voir Cutler et Braddock.
David Cutler Braddock (1717 à Southold - 8 février 1769 en Géorgie) est un marin britannique des colonies d'Amérique, capitaine de navires de guerre, cartographe et représentant à l'assemblée coloniale de la Géorgie de 1764 à sa mort. Il était le fils du capitaine  John Braddick et de Mary Cutler. 

## Cartographe
Il réalisa les cartes nommées The coast of Florida from the Dry Tortugas to the old Cape représentant les côtes du sud de la Floride et des Keys, reliefs côtiers, profondeurs, dangers pour la navigation et mouillages. De nombreuses notes accompagnent les cartes, fournissant des instructions de navigation à proximité des Keys et des informations sur les ports. 

## Source
- Braddock, David Cutler in The Savannah Biographies ; Mark Taylor Powell ; Armstrong Atlantic State University: septembre 1993 - volume 23